# Lars Andersson (författare)

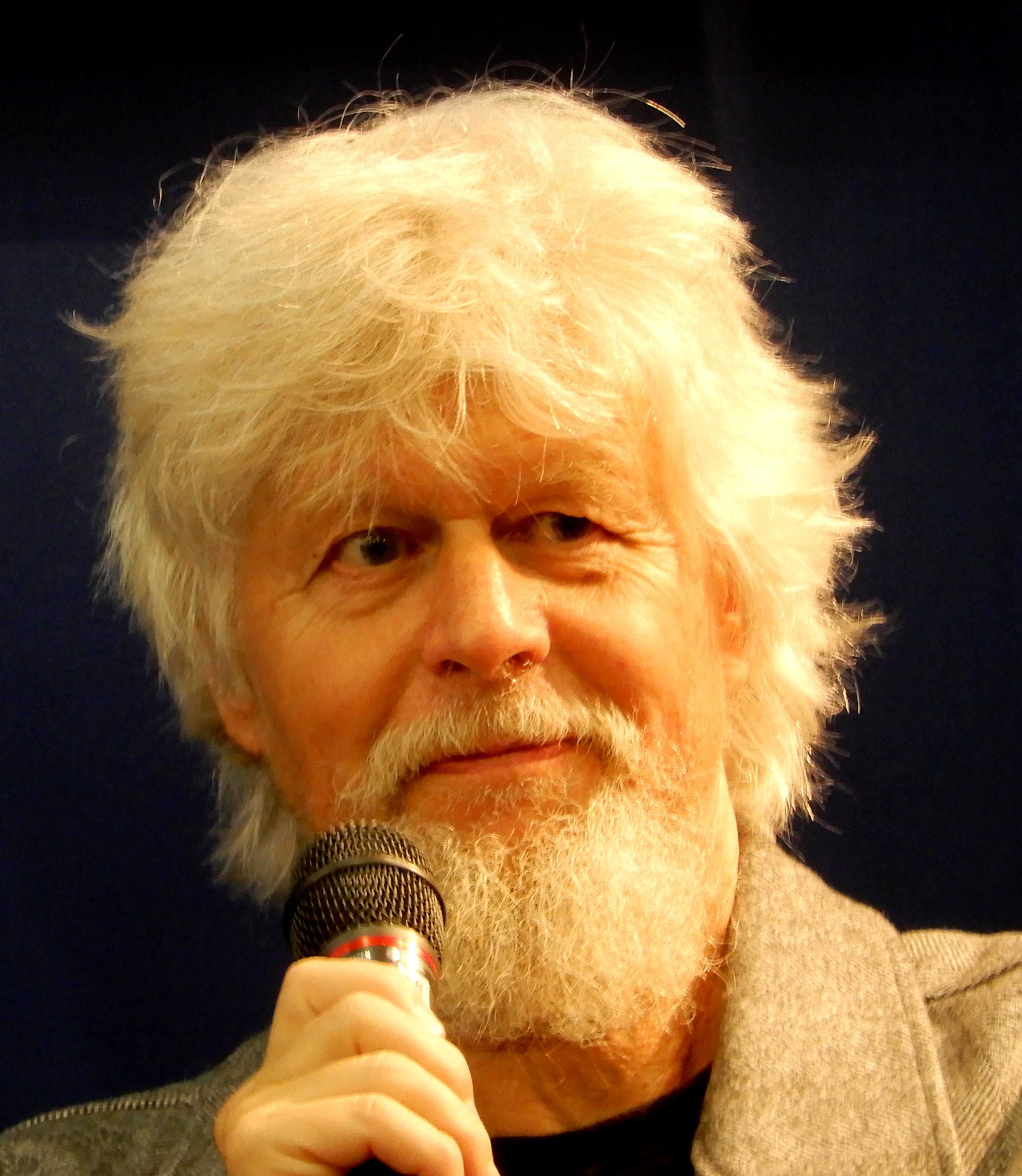
Lars Andersson på Bokmässan 2022.

Lars Andersson, född 23 mars 1954 i Karlskoga, är en svensk författare och översättare.

## Biografi
Lars Andersson har varit kulturchef på Göteborgs-Tidningen och redaktör för tidskriften Vår Lösen, samt medarbetare i Dagens Nyheter, Expressen och Aftonbladet. Han är författare på heltid sedan 1980.
Andersson debuterade 19 år gammal med romanen Brandlyra (1974), av somliga kritiker uppfattad som alltför mogen för att vara skriven av en tonåring, och Andersson misstänktes av recensenten Lars-Olof Franzén för att vara bulvan för en äldre författare.
Det publika genombrottet kom med romanen Snöljus (1979) vilken gavs ut i flera upplagor och översattes till många språk. Bikungskupan från 1982 befäste hans position som en av de viktigare yngre svenska författarna. Denna ingår i en trilogi tillsammans med Vattenorgeln (1993) och Vägen till Gondwana (2004), den senare boken en skildring av en ung Harry Martinson på luffen i Indien. Tillsammans har trilogin getts ut som Vattnets bok (2005). Andersson har intresserat sig för kabbala och Indiens moderna historia, och har också skrivit ett antal essäsamlingar. Ett urval av hans essäer publicerades 2004 i Fylgja och 2014 i Uppenbarelser.
Som översättare har han arbetat med norsk litteratur, och till exempel tolkat Kjell Madsen, Edvard Hoem och Arne Garborg till svenska.

## Priser och utmärkelser
- 1977 – Aftonbladets litteraturpris[3]
- 1982 – Svenska Dagbladets litteraturpris för Bikungskupan
- 1982 – Signe Ekblad-Eldhs pris
- 1987 – Deverthska kulturstiftelsens stipendium
- 1990 – Gun och Olof Engqvists stipendium
- 1990 – Stiftelsen Selma Lagerlöfs litteraturpris
- 1993 – Göteborgs-Postens litteraturpris
- 1994 – Sveriges Radios romanpris för Vattenorgeln
- 1994 – Läkerols svenska kulturpris
- 1996 – De Nios Stora Pris
- 1996 – Axel Hirschs pris
- 2007 – Årets värmlandsförfattare[4]
- 2008 – Årets länsförfattare i Örebro län[5]
- 2009 – Ivar Lo-Johanssons personliga pris[6]
- 2013 – Övralidspriset[7]
- 2015 – Pär Lagerkvist-priset
- 2020 – Doblougska priset[8]